# John Pearce (Tennisspieler)
John J. Pearce (* 13. Mai 1923 in Sydney; † 1992) war ein australischer Tennisspieler.

## Karriere
Zwischen 1957 und 1961 sowie 1965 trat John Pearce jedes Jahr bei den Australian Championships, die später als Australian Open ausgetragen wurden, an. Seine besten Ergebnisse waren die Viertelfinalteilnahmen 1960, als er an Neale Fraser scheitere, und 1961 mit einer Niederlage gegen Roy Emerson. 1961 erreichte er im Doppel das Halbfinale. Sein größter Erfolg war im selben Jahr das Erreichen des Mixedfinales an der Seite von Mary Reitano, wo sie von Jan Lehane und Bob Hewitt in zwei Sätzen geschlagen wurden.
1960 flog er nach Europa und spielte dort ein paar Turniere. Mit Jan Lehane erreichte er das Viertelfinale der Internationalen Tennismeisterschaften von Deutschland. In Wimbledon kam er im Doppel ins Achtelfinale.
Zwischen 1963 und 1965 gewann er mit der Malaysierin Audrey Oh jeweils drei Mixed-Titel in Penang und Ipoh.

## Erfolge bei Grand-Slam-Turnieren

### Mixed

#### Finalteilnahmen
| Nr. | Datum           | Turnier                  | Belag | Partnerin    | Finalgegner           | Ergebnis |
| --- | --------------- | ------------------------ | ----- | ------------ | --------------------- | -------- |
| 1.  | 30. Januar 1961 | Australian Championships | Rasen | Mary Reitano | Jan Lehane Bob Hewitt | 7:9, 2:6 |